# Северо-Кавказское суворовское военное училище
Северо-Кавказское Суворовское военное училище (СК СВУ) — военное образовательное учреждение, расположенное в городе Владикавказ. Возникло на основе расформированного Орджоникидзевского Суворовского военного училища, в связи с переименованием города Орджоникидзе во Владикавказ и возрождением в 2000 году. Подчинено командующему войсками Южного военного округа.

## История
21 августа 1943 года Совет Народных Комиссаров СССР и ЦК ВКП(б) приняли постановление «О неотложных мерах по восстановлению хозяйства в районах, освобожденных от немецкой оккупации», где была дана развернутая программа первоочередных мероприятий по ликвидации тяжёлых последствий оккупации. В постановлении подчёркивалось, что Суворовские военные училища создаются по типу старых кадетских корпусов, указывалась необходимость создания широкой сети специальных учреждений для детей, обездоленных войной.
Местом дислокации училища должен был стать город Краснодар и оно было названо Краснодарское СВУ (КдСВУ). Но в краевом центре не нашлось тогда подходящего здания и училище было размещено временно в Майкопе — административном центре Адыгейской автономной области. Здесь оно находилось с 1943 по 1947 годы.
В 1947 году училище было передислоцировано в город Орджоникидзе — столицу Северо-Осетинской АССР и, разместившись на базе Северо-Осетинского Краснознамённого пехотного училища (до революции там находился Владикавказский кадетский корпус), оно стало именоваться Северо-Кавказским Суворовским военным училищем (СК СВУ). На следующий год эти два училища были объединены и было образовано Кавказское Краснознамённое Суворовское офицерское училище (КвСВУ). Это был своего рода комбинат, в котором воспитанник, закончив Суворовское военное училище, как правило, продолжал учебу в тех же стенах курсантом, и через три года становился офицером. В 1958 году курсантский батальон был расформирован и училище получило новое наименование — Кавказское Краснознамённое Суворовское военное училище (КвСВУ), где учились только суворовцы. В 1965 году оно получило наименование Орджоникидзевское СВУ (ОрСВУ), а в июне 1968 года состоялся последний выпуск суворовцев и это  училище перестало существовать. На базе СВУ и общевойскового училища было создано Орджоникидзевское высшее общевойсковое командное Краснознамённое училище имени Маршала Советского Союза А. И. Ерёменко, которое просуществовало до 1988 года и, в свою очередь, было расформировано.
В соответствии с распоряжением Правительства РФ № 322-р от 2 марта 2000 года и директивой начальника Генерального штаба Вооружённых Сил РФ № 207/5/21951 от 18 августа 1999 года правительством РСО − Алания совместно с Министерством обороны РФ в городе Владикавказе было возрождено Северо-Кавказское Суворовское военное училище для подготовки из числа несовершеннолетних граждан будущих офицеров Российской Армии. Северо-Кавказское СВУ было открыто на основании приказа Министра обороны РФ от 11 апреля 2000 года. В 2011 году Министерством обороны РФ училище было передано Министерству образования Республики Северная Осетия-Алания и переименовано в «Государственное казённое общеобразовательное учреждение «Кадетская школа-интернат «Владикавказский кадетский корпус».
В 2014 году по инициативе Министра обороны РФ и правительства Северной Осетии – Алании «Кадетская школа-интернат «Владикавказский кадетский корпус» переименована в ФГКОУ «Северо-Кавказское суворовское военное училище» и принято в ведение министерства обороны РФ.

## Деятельность
За четверть века существования училища (1943—1968) был произведен 21 выпуск суворовцев. Из стен училища вышло много высококвалифицированных специалистов военного дела, глубоко преданных своему народу и Родине. Количество выпускников составило 1862 человека, из них 204 окончили с золотой медалью, 179 — с серебряной медалью, 60 выпускникам пехотного, общевойскового и Суворовского училища в годы Великой Отечественной войны присвоено звание Героя Советского Союза. Генералы И. И. Фесин и П. И. Шурухин удостоены этого звания дважды, 7 выпускников стали Героями РФ, 34 выпускника получили звание генерала.
В настоящее время (после возрождения в 2000 году) в училище обучаются 325 суворовцев из субъектов Северо-Кавказского федерального округа Российской Федерации.
18 декабря 2015 года училищу вручено знамя нового образца.

### Начальники училища
- В 1943 году первым начальником училища был назначен полковник Нерченко, Алексей Иванович (впоследствии генерал-майор).
- генерал-майор Бусаров, Михаил Михайлович,
- генерал-майор Раков, Степан Семёнович,
- генерал-майор Сарапин, Николай Адамович.[4]
- 2000—2004 — полковник Манагаров, Юрий Георгиевич.
- 2004—2006 — генерал-майор Хавжоков, Борис Хаббасович
- С 2006 года — полковник Тавитов, Руслан Сергеевич.

### Известные выпускники училища
- Булгаков, Владимир Васильевич — генерал-полковник, Герой Российской Федерации.
- Зарудницкий, Владимир Борисович — генерал-полковник, командующий войсками Центрального военного округа
- Колесник, Василий Васильевич — генерал-майор, Герой Советского Союза.
- Кузьмин, Фёдор Михайлович — генерал-полковник, командующий войсками Прибалтийского военного округа, Начальник Военной академии имени М. В. Фрунзе
- Отраковский, Александр Иванович — генерал-майор, Герой Российской Федерации.
- Старостин, Евгений Васильевич — доктор исторических наук, профессор, эксперт ЮНЕСКО, директор МГИАИ в 1992—1996 годах.
- Сиджах, Хазретбий Исхакович — полковник, кандидат исторических наук.
- Суанов, Станислав Николаевич — 1-й заместитель начальника департамента войск и сил МЧС России.
- Фесин, Иван Иванович — генерал-майор, дважды Герой Советского Союза.
- Шурухин, Павел Иванович — генерал-майор, дважды Герой Советского Союза.
- Аушев, Руслан Султанович — генерал-лейтенант, Герой Советского Союза.